# Albert Rapp
Pour les articles homonymes, voir Rapp.
Albert Rapp, né le 16 novembre 1908 à Schorndorf et mort en 1975, est un juriste et un officier SS Standartenführer allemand. Il commanda le Sonderkommando 7a au sein de l'Einsatzgruppe B pendant la campagne de Russie.

## Biographie
Il étudie le droit à l'Université de Tubingen. Il entre au parti nazi en 1931 et dans la SS en juin 1936. Il intègre le SD la même année dans la section locale de Baden avant d'intégrer en 1937 le SD-Oberabschnitt Ost puis en 1939 le SD-Hauptamt (bureau central du SD) à Berlin.
En novembre 1939 il est nommé à Poznań par le HSSPF Wilhelm Koppe à la tête d'un organisme chargé de l'évacuation des Polonais et des Juifs du Warthegau pour y réinstaller les Allemands de la Baltique, évacuation appelée « Opération Volhynie ». Il annonce dans un texte la déportation de 200 000 Polonais et 100 000 Juifs entre novembre 1939 et février 1940. L'opération prend du retard et il est remplacé en mai 1940 par Rolf-Heinz Höppner.
Il commande le sonderkommando 7a de janvier 1942 à janvier 1943. Il participe directement aux massacres de Juifs à l'Est en leur tirant une balle dans la nuque avec son revolver un Walther PPK. Il est blessé à l'occasion de l'attaque d'un camp de partisans.
Il est promu Standartenführer SS le 29 avril 1945. Il rejoint peu après Flensbourg où siège le gouvernement Dönitz mais il n'obtient aucun poste. Il entre dans la clandestinité. Il est arrêté puis jugé en 1965 par un tribunal d'Essen et condamné à la prison à perpétuité.